# Jeanne Christen
Jeanne Christen, née le 4 juillet 1884 dans le 9e arrondissement de Paris et morte le 13 mars 1973 à Mont-Saint-Aignan, est une peintre et dessinatrice française.

## Biographie
Élève de Désiré Lucas à l'école nationale des beaux-arts, membre du Salon des indépendants, elle expose un Nu au Salon des artistes français dont elle est sociétaire en 1929.